# 科学におけるロマン主義
この項目では科学におけるロマン主義（かがくにおけるロマンしゅぎ）について解説する。ロマン主義はまた「省察の時代」としても知られ、概ね1800-1840年代に18世紀末の啓蒙思想への反動として西ヨーロッパに興った知的運動を指す。ロマン主義は芸術・音楽・詩・演劇・絵画・散文・神学・哲学など幅広い分野に跨がったが、また19世紀の科学にも大きな影響を及ぼした。
ヨーロッパの科学者たちは、啓蒙主義にみられたような機械論的自然観やニュートン式の物理モデルに幻滅して、自然を観察することこそが自己を理解することであり、
自然が与えるであろう答えを無理矢理得るべきではない、という信念を持つようになった。
彼らは啓蒙思想は諸科学の濫用を助長すると警告し、また彼らから見て「人類だけでなく自然にとってもより有益になる科学的知識」を増大させるような新しい方法を推進しようとしたのである。
ロマン主義はさまざまな主題を提示した――反・還元主義であり（全体は個々の部分単独よりも価値がある）、認識論的楽観主義を支持し（人間は自然と結び付いている）、創造性、経験、天才を後押しした。またロマン主義は、科学的発見における科学者の役割を、自然の知識を獲得することは人間を理解することをも意味するという形で強調した。ゆえに、ロマン主義の科学者たちは自然に対する深い敬意を持っていた。
1840年前後に新しい運動である実証主義が知識人の理想に根を下ろし始めるとロマン主義は退潮を迎えた。啓蒙思想に幻滅し科学に対する新しいアプローチを好んだ知識人たちと同様に、人々はロマン主義への興味も失いより厳密な過程を用いて科学を研究することを望むようになったのである。実証主義の時代は1880年頃まで続いた。（実証主義を参照。）

## ロマン主義科学と啓蒙主義科学

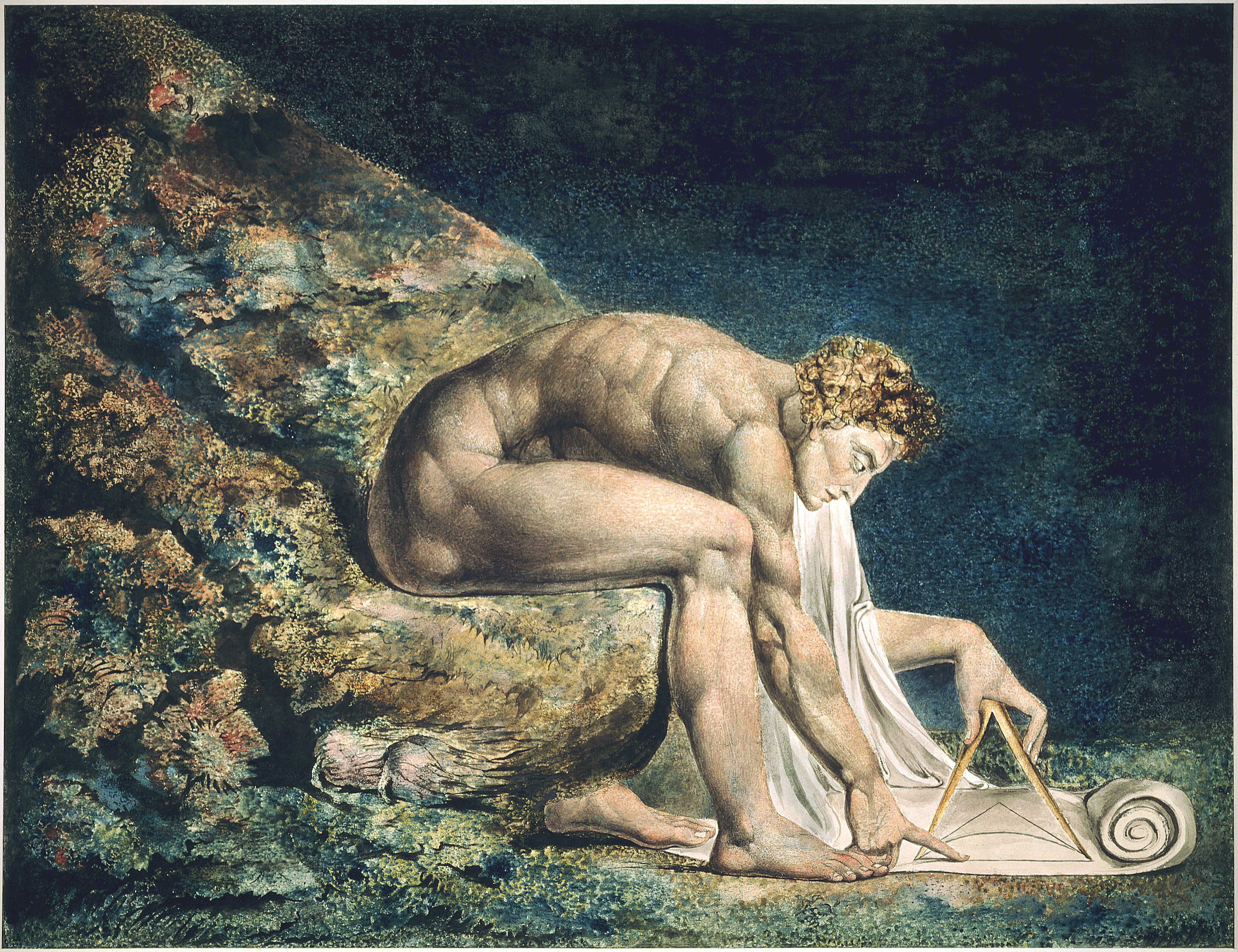
ウィリアム・ブレイク画『ニュートン』(1795)

18世紀後半のフランスでは啓蒙思想が支配的であったため、科学におけるロマン主義的な思考の運動は19世紀前半のイギリスと特にドイツにおいて繁栄を見た。両者は共に、自然と人間の知的能力の研究を通じ人間の知識の限界を認識することで個人的および文化的な自己理解を増大させようとした。しかしながら、啓蒙思想により促進された教条に対し多くの知識人の嫌悪が募った結果としてロマン主義運動が生じた。啓蒙思想家たちが演繹的な推論を通じた理性的な思考と自然哲学の数学化を強調したことは、科学へのあまりに冷たく、また自然と平和的に共存するよりもむしろ自然を支配しようと試みるアプローチを作り出したと一部の者には受け止められたのである。
啓蒙思想のフィロゾフたちによれば、完全な知識に至るには任意の主題に関する情報を解体し知識をサブカテゴリのサブカテゴリへと分割することが必要であり、これは還元主義として知られる。クラウディオス・プトレマイオス、ニコラウス・コペルニクス、ヨハネス・ケプラー、ガリレオ・ガリレイといった古人の知識を基にさらに推し進めるためにそれが必要だと考えられたのである。人間の知的能力ただそれのみで自然のあらゆる側面を理解するのに充分であると広く信じられていた。啓蒙主義の傑出した学者にはアイザック・ニュートン（物理と数学）、ルネ・デカルト（哲学）、アンドレアス・ヴェサリウス（解剖学）らがいる。

## ロマン主義の原則

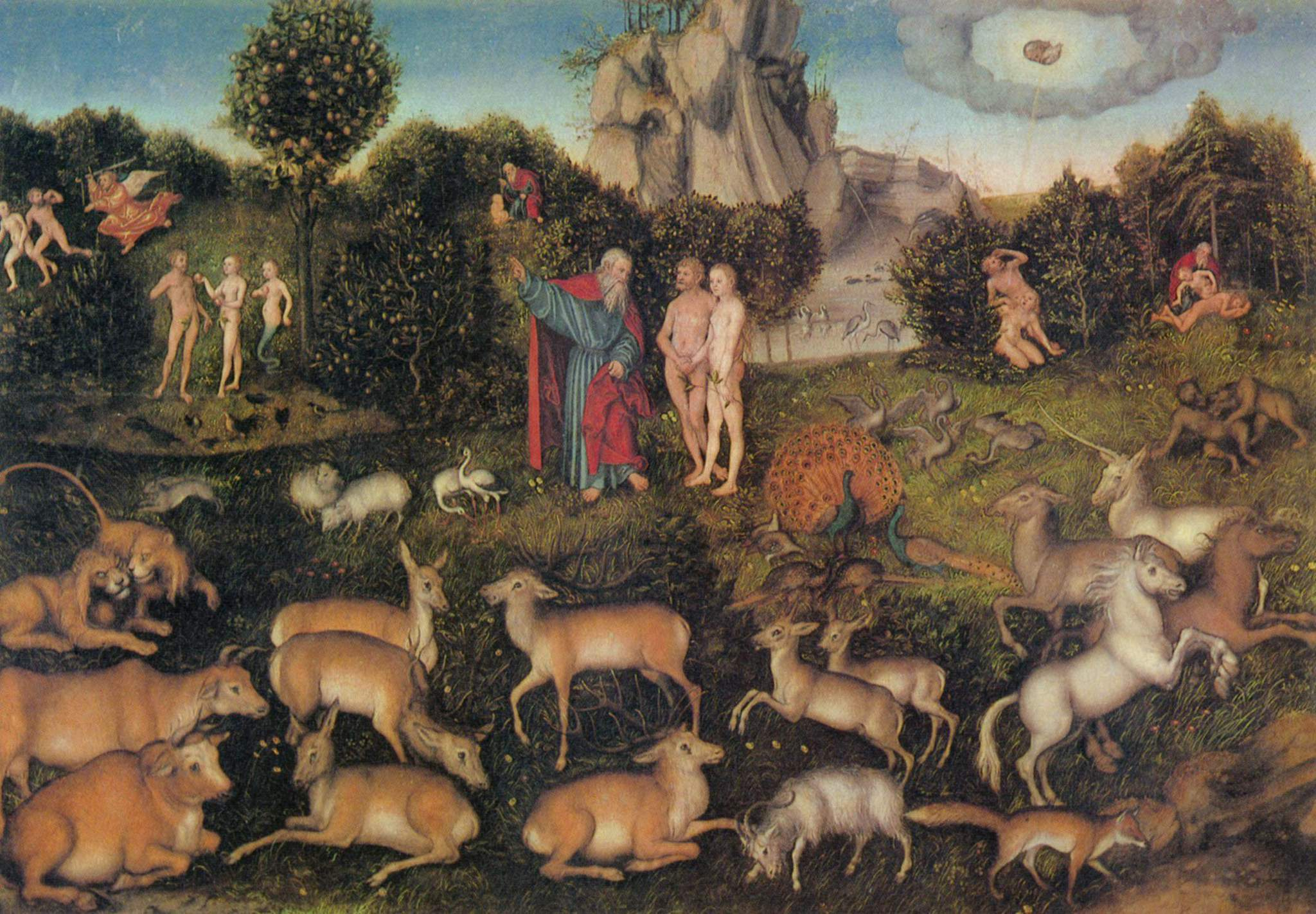
ルーカス・クラナッハ画『エデンの園』(1536)

ロマン主義には4つの基本原則があった――「黄金時代における人間と自然との原初の調和。それに続く人間の自然からの分離と人間の能力の断片化。人間の、精神的な言葉による宇宙の歴史の解釈可能性。それから、自然の観照を通じての救済の可能性である。」。
ここで言及されている「黄金時代」は堕罪以前のエデンの園の時代であり、そこでは人間は自然と完全に一体であったと考えられていた。堕罪の後、人間は自然から切り離され、ゆえにロマン主義の思想家たちは人間と自然を再結合させ本来の自然な状態を取り戻そうとした。敬意を持って自然を研究することにより、人間はその世界と人間自身を理解し、自然の完全さと人間を含む全ての種との調和の典型である楽園へと帰る望みを持つことができるとされ、これが彼らにとっての救済であった。これが彼らにとっての救済であった。ロマン主義者たちはまた堕罪を啓蒙主義的思考の特徴であった「分析・判断的なアプローチの極み」に帰してもいた。
ロマン主義者たちにとって、「科学は自然と人間の間にいかなる分離ももたらしてはならな」かった。ロマン主義者たちは自然とその現象を理解する人間に本来備わった能力を信じており、この点では啓蒙された「フィロゾフ」たちと同様であったが、ロマン主義者たちは知識への飽くなき渇望のために情報をばらばらにすることを好まず、また自然の操作であると見做したものには賛同しなかった。ロマン主義者たちは啓蒙思想を「自然から知識を強奪しようとする冷酷な試み」であり、人間を自然の調和した一部ではなく自然より上のものとしようとするものだと見ていた。ロマン主義者はそれとは逆に「偉大な楽器として自然で即興演奏」をしようと望んだ。自然哲学は事実の観察と注意深い実験に注力し、これは自然を制御しようとしすぎると見做された啓蒙思想に比しずっと「干渉しない」科学理解のアプローチであった。
ロマン主義者によれば、自然科学は機械的なメタファーを退け有機的なそれを支持するものであった。言い換えれば、ロマン主義者たちは世界を単に機能するだけの物体ではなく感情を持つ生きた存在からなるものであるという見方を選んだのである。傑出したロマン主義の思想家であったハンフリー・デービーは自然の理解が「称賛、愛、崇拝、……個人的な反応の姿勢」を必要とすると言った。自然を真に認め敬意を払う者のみが知識に到達できると考えたのである。自己理解はロマン主義の重要な側面であった。人間が（その芽生えかけの知性を通じて）自然を理解し制御できると示そうとするよりも、自身を自然と結び付け、自然を調和的な共存を通じて理解することを感情的に求めようとしていた。

## ロマン主義科学の主要な業績
この時期に発達した数多くの科学分野をカテゴライズするに当たり、ロマン主義者たちはさまざまな現象の説明は“vera causa”（ウエラ・カウサ、「真の原因」）に基づいたものでなければならぬと考えており、これは既知の原因が他でも同様の結果を生み出すであろうことを意味した。このような点において、ロマン主義は極めて反・還元主義的であった――無機的な諸科学はヒエラルキーの頂点ではなく底辺であり、生命科学がその上となり、心理学はさらに上と位置付けられた。このヒエラルキーは科学のロマン主義的な理想を反映したもので、有機体全体は無機的な物質よりも上位であり、人間精神の複雑性はさらに上位とされた、というのも人間の知性は神聖なものでありその周りの自然を理解しそれと再結合するために必要なものであったからである。
ロマン主義により培われた自然研究の分野には次のようなものがある――フリードリヒ・シェリングの「ナトゥールフィロゾフィー」（自然哲学）、宇宙論と宇宙起源論、地球とその生物の生成史（地質学と古生物学）、新しい学問である生物学、意識と無意識、正常と異常の心理状態の探求、自然の隠された力を見出す実験的分野すなわち電気、磁気、ガルヴァーニ電流その他の生体の力、人相学、骨相学、気象学、「哲学的」解剖学、ほか。

### ナトゥールフィロゾフィー
フリードリヒ・シェリングは著書『ナトゥールフィロゾフィー』（Naturphilosophie）において、人間と自然との再結合の必要性に関する主張を説いた。このドイツ語の作品がロマン主義的な科学の概念と自然哲学の展望を定義した最初のものであった。シェリングは自然を「自由への道の歴史」と呼び、人間精神の自然との再結合を呼び掛けた。

### 生物学
1801年に「生物学という新しい科学」を初めてbiologieと名付けたのはジャン＝バティスト・ラマルクであり、これは「『機械哲学』の衰退という長い過程の終わりに生まれた独立した科学分野であり、生きた自然現象は物理法則の光によって理解されうるものではなく、アドホックな（それだけのための）説明を必要とするものであるという意識を広めるものである。」  機械哲学は生命を機械の部品のように動作し相互作用する部品からなるシステムとして説明しようとした。ラマルクは生命科学は物理科学から分離しなければならないと言明し、物理学の概念・法則・原理とは異なった研究分野を創造しようと努力した。機械論を拒絶しながらも自然の中で実際に発生する物質的な現象の研究を完全には放棄しないことによって、ラマルクは「生物は物体に支配されたものに還元することのできない特有の性質を持っており」、生きた自然は“un ensemble d’objets métaphisiques”（形而上学的な事物の集合）であったと指摘することができた。ラマルクは生物学を「発見」したのではなく、それまでの仕事を結び付け、新しい科学へと体系化したのであった。

### ゲーテ

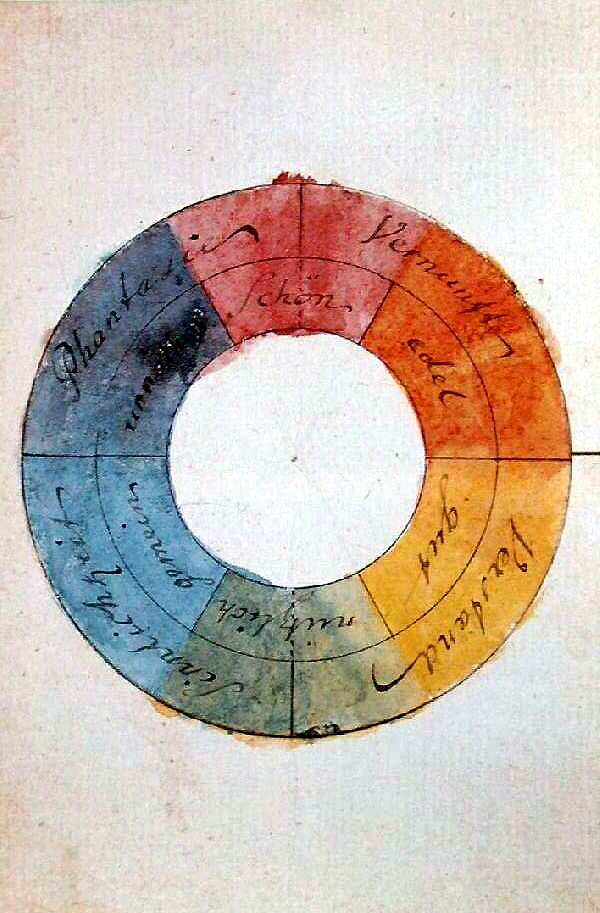
ゲーテの色彩環(1809)

ヨハン・ヴォルフガング・フォン・ゲーテによる光学の実験はゲーテの観察のロマン主義的な理想を直接に反映したものであり、ニュートンによる光学に関する仕事を無視したものであった。ゲーテは色彩が外的な物理的現象ではなく、人間の内的な現象であると考えた。ニュートンは白い光が他の色の混合したものであると結論付けたが、ゲーテはこの主張を観測的実験によって誤りであると証明したのだと考えていた。ゲーテは分析的に記述する数式ではなく、人間が色彩を見る能力、「洞察の閃光」を通じて知識を獲得する人間の能力に重点を置いていたのである。

### フンボルト
アレクサンダー・フォン・フンボルトは、実地的なデータ収集と、自然を理解するために自然科学者が経験と定量化を用いることの必要性の断固とした唱道者であった。フンボルトは自然の調和を見出そうと努め、その著書『自然の諸相』と『コスモス』では自然科学を宗教的な文体で記述することにより自然界の審美的性質を賛美した。フンボルトは科学と美が互いに補い合いうるものだと考えていた。

### 博物学
アシュトン・ニコルズ（Nichols, 2005）はアメリカの博物学者ウィリアム・バートラムとイギリスの自然科学者チャールズ・ダーウィンの仕事に焦点を当て18-19世紀の英語圏における科学と詩との繋がりを調査している。バートラムの『南北キャロライナ、ジョージア、東西フロリダの旅』(1791)はアメリカ合衆国南部の動植物と風景をそれ自身が模写として役立つ律動的で活力ある筆致で描き、ウィリアム・ワーズワース、サミュエル・テイラー・コールリッジ、ウィリアム・ブレイクといった当時のロマン主義詩人たちのインスピレーションの源となった。『種の起源』(1859)を含むダーウィンの仕事は自然を創造的な着想源として用いることが一般的であったロマン主義の時代に一つの区切を付け、芸術における現実主義とアナロジーの使用の勃興へと道をつけた。

### 数学
アミル・アレクサンダー（Alexander, 2006）は数学の性質が19世紀に、現実世界の問題を解決するのに用いられる直観的・階層的・叙述的な実践から、応用よりも論理性、厳密性、内部的整合性が鍵となる理論的なものへと変化したと論じている。非ユークリッド幾何学や統計学、群論、集合論、記号論理学などといった予期せぬ新しい諸分野が出現した。学問分野の変化に伴い、携わる人間の性質も変化し、芸術・文学・音楽の領域で見られるような悲劇的なロマン主義の天才というイメージがエヴァリスト・ガロア(1811-32)、ニールス・アーベル(1802-29)、ボーヤイ・ヤーノシュ(1802-60)といった数学者にも当てはめられた。最も偉大なロマン主義数学者はカール・フリードリヒ・ガウス(1777-1855)であり、数学のさまざまな分野に大きな貢献をした。

### 物理学――電磁気学
ダン・クリステンセン（Christian 2005）はハンス・クリスティアン・エルステッド(1777-1851)の仕事がロマン主義に基づいていたことを示している。エルステッドによる1820年の電磁気の発見は、数学に基づいた啓蒙主義のニュートン物理学に対抗するものであった。エルステッドは技術や実用的な応用は真に科学的な研究とは切り離されていなければならないと考えた。イマヌエル・カントの粒子説批判に強く影響され、またヨハン・ヴィルヘルム・リッター(1776-1809)との友情と協働により、エルステッドは数学を通じ理解される機械的原則の万物への拡張という構想を拒否するロマン主義自然哲学の支持者となった。エルステッドにとって自然哲学の目的は実用からは切り離された自律的な活動となることであり、人間自身と、人間と自然との相互作用が自然哲学の焦点であるというロマン主義の信条を共有していた。

### 天文学

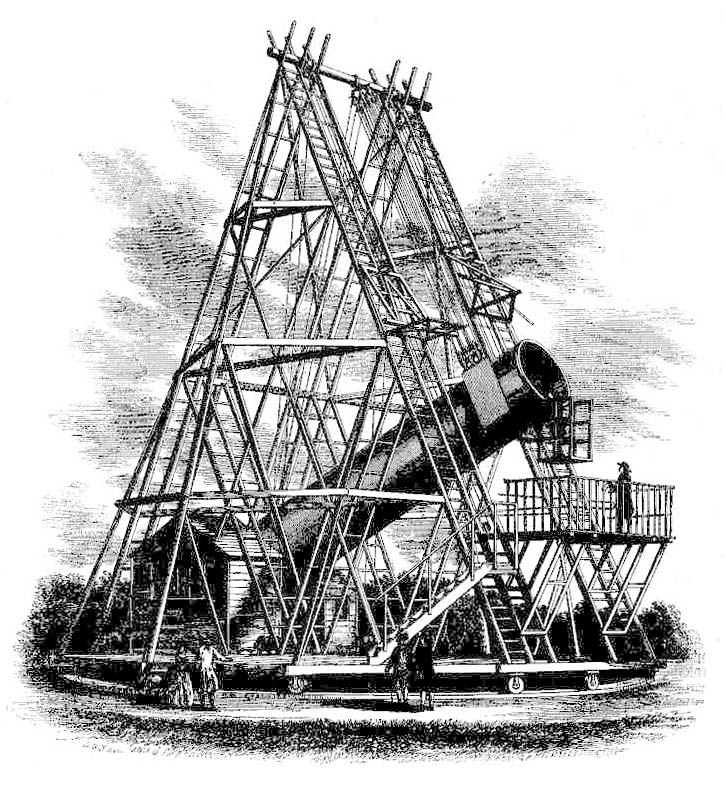
ハーシェルの40フィート望遠鏡

天文学者のウィリアム・ハーシェル(1738-1822)と妹カロライン・ハーシェル(1750-1848)は星々の研究に専心し、恒星系、銀河、そして宇宙の意味に関する公衆の考え方を変化させた。

### 化学
ハンフリー・デービーは「ロマン主義と形容されうるイギリスの科学者のうち最も重要な人物」であった。デービーが「化学哲学」 と呼んだものについての見解は、ロマン主義で通用した原則が化学の分野に影響を及ぼした例の1つであった。デービーは物質世界での「原始的で、単純で、限られた数の現象の原因と観測された変化」と、既知の化学元素を強調した。これらは啓蒙主義の「フィロゾフ」であったアントワーヌ・ラヴォアジエによって発見されたものであった。ロマン主義の反・還元主義に沿って、デービーはそれが個々の構成要素ではなく、「それらに結び付き、物質に特性を与える力」であったと主張した。言い換えるなら、個々の元素が何であるかではなく、それらの元素がどのように結合されるかで化学反応が決まり、それが化学という科学を完成させるのである 。

#### 有機化学
19世紀における有機化学の発達は化学者たちに「ナトゥールフィロゾフィー」から派生した概念を受け入れ、ラヴォワジエにより推進された有機組成物の啓蒙主義的な概念を修正することを余儀なくした。中でも重要であったのは有機物の構造と合成に関する同時代の化学者たちの仕事であった。

## 科学の大衆的イメージ――フランケンシュタイン

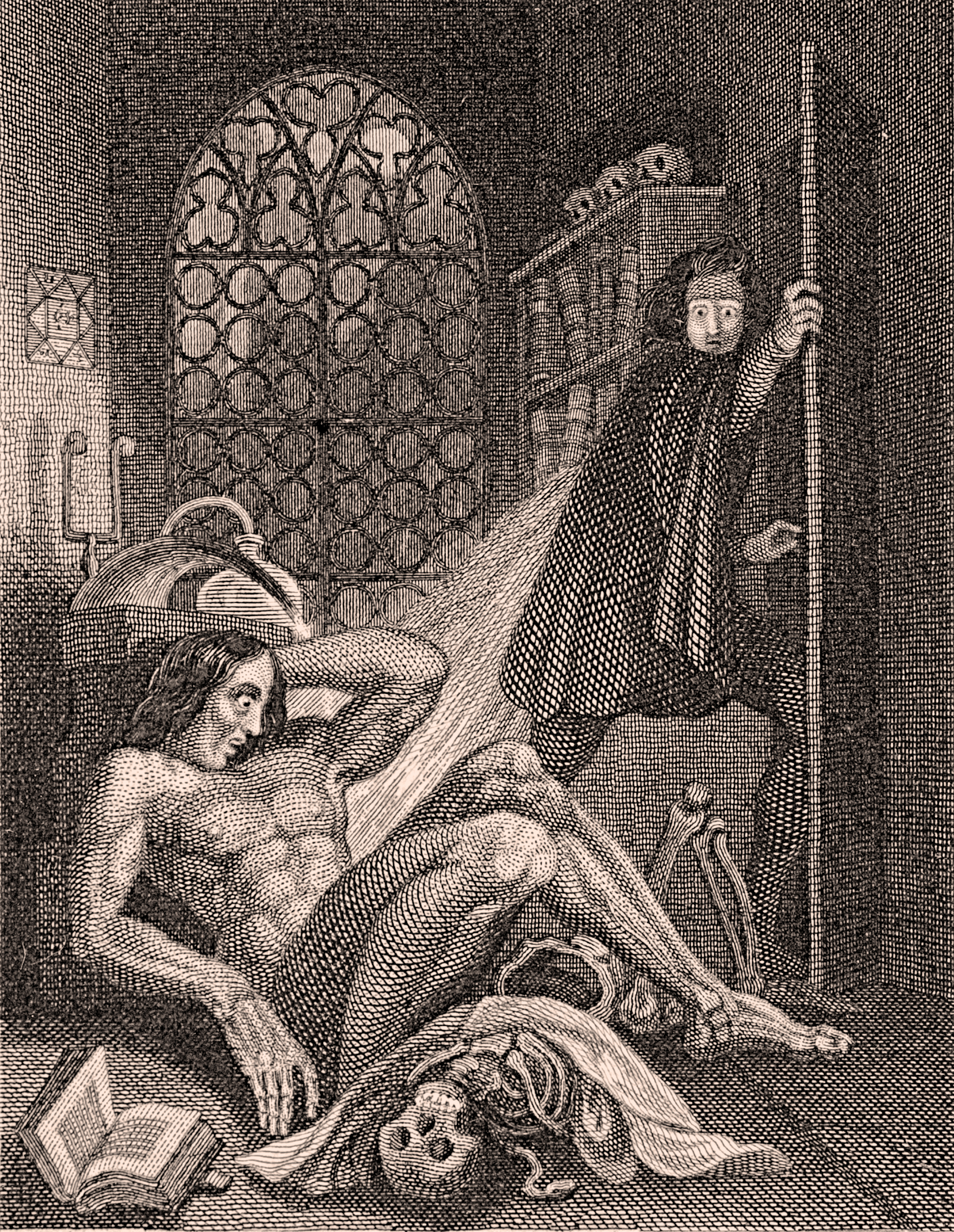
『フランケンシュタイン』1831年版の挿絵。セオドア・フォン・ホルスト画

科学者ではなく作家であるが、ロマン主義の重要な思想家にメアリー・シェリーがいる。シェリーの著名な小説『フランケンシュタイン』にはロマン主義の鍵となるテーマであった反・還元主義と自然の操作という要素や、化学・解剖学・自然哲学といった科学分野が含まれており、科学におけるロマン主義の重要な側面を伝えている。シェリーは科学に関する社会の役割と責任を強調し、その物語を通じて人間が自然を制御するよりも尊重するよう行動しなければ科学は簡単に道を誤いうるとするロマン主義の立場を支持した。

## ロマン主義の衰退
1840年代にオーギュスト・コントの実証主義が台頭し自然における科学の解釈と研究のための新しい哲学が提供されるようになるとロマン主義的な科学へのアプローチは衰退を迎えた。人々はもはや調和の理想に基づいて人間と自然との一体化を追求することはなくなり、今日支配的となっている科学研究を隆盛させることになるより精緻なアプローチが取られるようになったのである。